# 商丘农村商业银行
商丘农村商业银行股份有限公司，简称商丘农村商业银行，前称商丘华商农村商业银行股份有限公司，是河南省商丘市的一家农村商业银行，于2010年4月29日由商丘市梁园区农村信用合作联社、睢阳区农村信用合作联社合并组建改制设立。2022年9月14日，中国银行保险监督管理委员会河南监管局批复同意原商丘华商农村商业银行更为现名。